# Royal Rumble (1992)
O Royal Rumble 1992 foi o 5º evento anual pay-per-view do Royal Rumble, realizado pela World Wrestling Federation. Decorreu a 19 de Janeiro de 1992 na Knickerbocker Arena em Albany, Nova Iorque.

## Resultados
| No.                                         | Resultados | Estipulação                                            | Tempo   |
| ------------------------------------------- | --- | ------------------------------------------------------ | ------- |
| Dark                                        | Chris Walker derrotou The Brooklyn Brawler por desqualificação.                                                                      | Luta individual                                        | N/A     |
| 1                                           | The New Foundation (Owen Hart e Jim Neidhart) derrotaram The Orient Express (Pat Tanaka e Kato c/Mr. Fuji)                           | Luta six way pelo WWE Cruiserweight Championship       | 17:18   |
| 2                                           | "Rowdy" Roddy Piper derrotou The Mountie (c/Jimmy Hart) (c)                                                                          | Luta individual pelo WWF Intercontinental Championship | 05:22   |
| 3                                           | The Beverly Brothers (Blake Beverly e Beau Beverly c/The Genius) derrotaram The Bushwackers (Luke Williams e Butch Miller c/Jamison) | Luta tag team match                                    | 14:55   |
| 4                                           | The Natural Disasters (Earthquake e Typhoon c/Jimmy Hart) derrotaram The Legion of Doom (Hawk e Animal) (c) por count out            | Luta tag team match pelo World Tag Team Championship   | 09:22   |
| 5                                           | Ric Flair venceu ao eliminar por último Sid Justice                                                                                  | Luta Royal Rumble pelo vago WWF Championship           | 1:02:02 |
| (c) – Refere-se aos campeões antes da luta. | |                                                        |         |

#### Detalhes dos combates
- - Dark match: Chris Walker derrotou The Brooklyn Brawler
    - Walker ganhou por disqualificação após uma decisão revertida.

  - The New Foundation (Owen Hart e Jim Neidhart) derrotaram The Orient Express (Pat Tanaka e Kato c/Mr. Fuji)
    - Hart derrotou Tanaka após um Rocket Launcher. (17:17)

  - Combate pelo WWF Intercontinental Championship: "Rowdy" Roddy Piper derrotou The Mountie (c/Jimmy Hart) (c)
    - Piper ganhou por TKO quando aplicou o sleeper hold em The Mountie. (5:18)
      - Após o combate, Piper evitou uma tentativa de ataque por Jimmy Hart, fazendo Hart atingir inadvertidamente The Mountie.

  - The Beverly Brothers (Blake Beverly e Beau Beverly c/The Genius) derrotaram The Bushwackers (Luke Williams e Butch Miller c/Jamison)
    - The Beverly Brothers ganharam o combate quando Blake derrotou Butch. (14:55)
      - Após o combate, The Bushwackers agarraram em The Genius enquanto Jamison atacava-o.

  - Combate pelo World Tag Team Championship: The Natural Disasters (Earthquake e Typhoon c/Jimmy Hart) derrotaram The Legion of Doom (Hawk e Animal) (c)
    - The Natural Disasters ganharam o combate por count out. Por causa disto, the Legion of Doom mantiveram o título. (9:22)
      - Apesar de não acabarem como campeões, The Natural Disasters pegaram nos cintos após o combate até Hawk entrar no ringue e atacá-los com uma cadeira de metal. Hawk saiu de seguida com os cintos.

  - Combate pelo WWF Championship: Ric Flair ganhou o Royal Rumble 1992
    - Os dois últimos participantes foram Ric Flair e Sid Justice. Hulk Hogan, que tinha sido eliminado por Sid, não estava contente com o resultado e agarrou em Sid. Esta distracção permitiu a Flair eliminar Sid e tornar-se o novo campeão da WWF. (1:01:58)
      - Esta foi a primeira das duas vezes em que o WWF/E Championship (ou qualquer outro título) foi disputado num Royal Rumble. O título foi vago nos finais de 1991 após um final controverso no combate Hulk Hogan vs. The Undertaker no evento pay-per-view Tuesday In Texas. A outra vez que isso aconteceu foi no Royal Rumble de 2016.
      - Durante o combate, Randy Savage saltou por cima das cordas após ter eliminado Jake Roberts esquecendo-se das regras do Royal Rumble, o que significava eliminação. Contudo, voltou ao combate pelo facto de não ter sido eliminado por uma pessoa em particular.
      - Após o combate, Hulk Hogan e Sid tiveram um confronto dentro do ringue enquanto Ric Flair é entrevistado nos bastidores após a sua vitória.

## Entradas e eliminações no Royal Rumble
Um novo participante entrou a cada 2 minutos.
| Wrestler | Wrestler                    | Eliminado: | Eliminado:                                                          | Tempo   |
| -------- | --------------------------- | ---------- | ------------------------------------------------------------------- | ------- |
| 1        | The British Bulldog         | 7          | por Ric Flair                                                       | 23:35   |
| 2        | Ted DiBiase                 | 1          | por The British Bulldog                                             | 1:18    |
| 3        | Ric Flair                   | -          | VENCEDOR                                                            | 1:00:10 |
| 4        | Jerry Sags                  | 2          | por The British Bulldog                                             | 1:27    |
| 5        | Haku                        | 3          | por The British Bulldog                                             | 2:01    |
| 6        | Shawn Michaels              | 9          | por Tito Santana (simultaneamente com Tito Santana)                 | 16:02   |
| 7        | Tito Santana                | 10         | por Shawn Michaels (simultaneamente com Shawn Michaels)             | 14:02   |
| 8        | The Barbarian               | 11         | por Hercules                                                        | 13:09   |
| 9        | Texas Tornado               | 8          | por Ric Flair                                                       | 9:40    |
| 10       | Repo Man                    | 6          | por Big Boss Man                                                    | 6:51    |
| 11       | Greg "The Hammer" Valentine | 5          | por Repo Man                                                        | 4:22    |
| 12       | Nikolai Volkoff             | 4          | por Repo Man                                                        | 1:19    |
| 13       | Big Boss Man                | 13         | por Ric Flair                                                       | 3:44    |
| 14       | Hercules                    | 12         | por Big Boss Man                                                    | 1:07    |
| 15       | "Rowdy" Roddy Piper         | 26         | por Sid Justice                                                     | 34:16   |
| 16       | Jake "The Snake" Roberts    | 15         | por "Macho Man" Randy Savage                                        | 11:08   |
| 17       | "Hacksaw" Jim Duggan        | 19         | por Virgil (simultaneamente com Virgil)                             | 21:03   |
| 18       | Irwin R. Schyster           | 23         | por "Rowdy" Roddy Piper                                             | 27:24   |
| 19       | Jimmy Snuka                 | 14         | por The Undertaker                                                  | 2:48    |
| 20       | The Undertaker              | 17         | por Hulk Hogan                                                      | 14:31   |
| 21       | "Macho Man" Randy Savage    | 27         | por Ric Flair                                                       | 22:33   |
| 22       | The Berzerker               | 18         | por Hulk Hogan                                                      | 9:17    |
| 23       | Virgil                      | 20         | por "Hacksaw" Jim Duggan (simultaneamente com "Hacksaw" Jim Duggan) | 7:35    |
| 24       | Col. Mustafa                | 16         | por "Macho Man" Randy Savage                                        | 2:56    |
| 25       | Rick Martel                 | 25         | por Sid Justice                                                     | 12:46   |
| 26       | Hulk Hogan                  | 28         | por Sid Justice                                                     | 11:38   |
| 27       | Skinner                     | 21         | por Rick Martel e "Rowdy" Roddy Piper                               | 2:25    |
| 28       | Sgt. Slaughter              | 22         | por Sid Justice                                                     | 5:00    |
| 29       | Sid Justice                 | 29         | por Ric Flair                                                       | 6:05    |
| 30       | The Warlord                 | 24         | por Hulk Hogan e Sid Justice                                        | 2:15    |

## Outras aparências
| Comentadores - Bobby "The Brain" Heenan - Gorilla Monsoon Entrevistadores - Lord Alfred Hayes - Sean Mooney - Gene Okerlund | Árbitros - John Binella - Danny Davis - Earl Hebner - Joey Marella Outros - Howard Finkel - apresentador de ringue |